# Wilson Kipketer
Wilson Kipketer (1972. december 12. –) kenyai származású dán atléta.
Pályafutása során két olimpiai érmet szerzett a nyolcszáz méteres síkfutás számában. A 2000-es Sydney-i olimpián ezüstérmes lett a német Nils Schumann mögött. 2004-ben Athénban a harmadik helyen zárt.
1995-ben, 1997-ben és 1999-ben három alkalommal nyerte meg a világbajnokságot nyolcszáz méteren. Teljesítményével a világbajnokságok legsikeresebb atlétájának számít ebben a számban.
Unokatestvére a szintén futó Wilfred Bungei.

## Egyéni legjobbjai
Szabadtér
- 400 méter - 46,85
- 800 méter - 1:41,11
- 1000 méter - 2:16,29
- 1500 méter - 3:42,80
- Egy mérföld - 3:59,57

Fedett
- 800 méter - 1:42,67
- 1000 méter - 2:14,96